# Стакановский сельсовет
Стакановский сельсовет — сельское поселение в Черемисиновском районе Курской области Российской Федерации.
Административный центр — село Стаканово.

## История
Статус и границы сельского поселения установлены Законом Курской области от 21 октября 2004 года № 48-ЗКО «О муниципальных образованиях Курской области».

## Население
| 2002 | 2010 | 2012 | 2013 | 2014 | 2015 | 2016 |
| ---- | ---- | ---- | ---- | ---- | ---- | ---- |
| 734  | ↗837 | ↘813 | ↘780 | ↘772 | ↘739 | ↘734 |
| 2017 | 2018 | 2019 | 2020 | 2021 |      |      |
| ↘709 | ↘700 | ↘668 | ↘644 | ↘492 |      |      |

## Состав сельского поселения
| №  | Населённый пункт     | Тип населённого пункта       | Население |
| -- | -------------------- | ---------------------------- | --------- |
| 1  | 1-е Бутырки          | деревня                      | ↘50       |
| 2  | Алексеевка           | деревня                      | ↘0        |
| 3  | Баранцевские Выселки | деревня                      | ↘42       |
| 4  | Должанка             | деревня                      | ↘22       |
| 5  | Заречье              | деревня                      | ↘52       |
| 6  | Ивановка             | деревня                      | ↘0        |
| 7  | Исаково              | село                         | ↘257      |
| 8  | Москвинка            | деревня                      | ↘59       |
| 9  | Новая Даниловка      | деревня                      | ↘33       |
| 10 | Орлянка              | деревня                      | ↘37       |
| 11 | Осиновка             | деревня                      | ↘51       |
| 12 | Ракзинка             | деревня                      | ↘12       |
| 13 | Рындинка             | село                         | ↘21       |
| 14 | Стаканово            | село, административный центр | ↘117      |
| 15 | Юдинка               | деревня                      | ↘84       |